# Omphalocarpum bracteatum
Omphalocarpum bracteatum är en tvåhjärtbladig växtart som beskrevs av Baudon. Omphalocarpum bracteatum ingår i släktet Omphalocarpum och familjen Sapotaceae.
Artens utbredningsområde är Kongo. Inga underarter finns listade i Catalogue of Life.